# Église Saint-Joseph de Montigny-lès-Metz
Pour les articles homonymes, voir église Saint-Joseph.
L’église Saint-Joseph est un édifice de culte de l’Église catholique construit à Montigny-lès-Metz, aujourd’hui en France, pendant la période du rattachement à l’Empire allemand. Elle a les statuts d’église paroissiale et de sanctuaire diocésain.

## Contexte historique
Pendant l’annexion, la région messine se transforme sous l’action des autorités allemandes qui décident de faire de son urbanisme une vitrine de l’empire wilhelmien. L’éclectisme architectural se traduit par l’apparition de nombreux édifices de style néoroman tels la poste centrale, le temple Neuf ou une nouvelle gare ferroviaire ; de style néogothique tels le portail de la cathédrale et le temple de Garnison, ou encore de style néo-Renaissance tel le palais du Gouverneur. L’église Saint-Joseph illustre parfaitement cette politique de germanisation par l’architecture.

## Construction et aménagements
Sous l’impulsion de l’abbé Chatelain, la souscription commence en 1901. Le projet de Ludwig Becker de Cologne est retenu. L’architecte, qui vient de terminer l’église du Sacré-Cœur de Coblence, reprend globalement le parti architectural de cet édifice, en remplaçant les deux tours de façade par une seule tour centrale. Les travaux débutent en 1903 et se poursuivent durant trois ans. L’église Saint-Joseph est inaugurée le 29 juillet 1906. L’édifice est construit en pierre de Jaumont, la pierre locale, et non en grès comme les édifices publics de l’époque. Il est de style néo-roman rhénan et s’inspire des édifices rhénans du XIIe siècle.

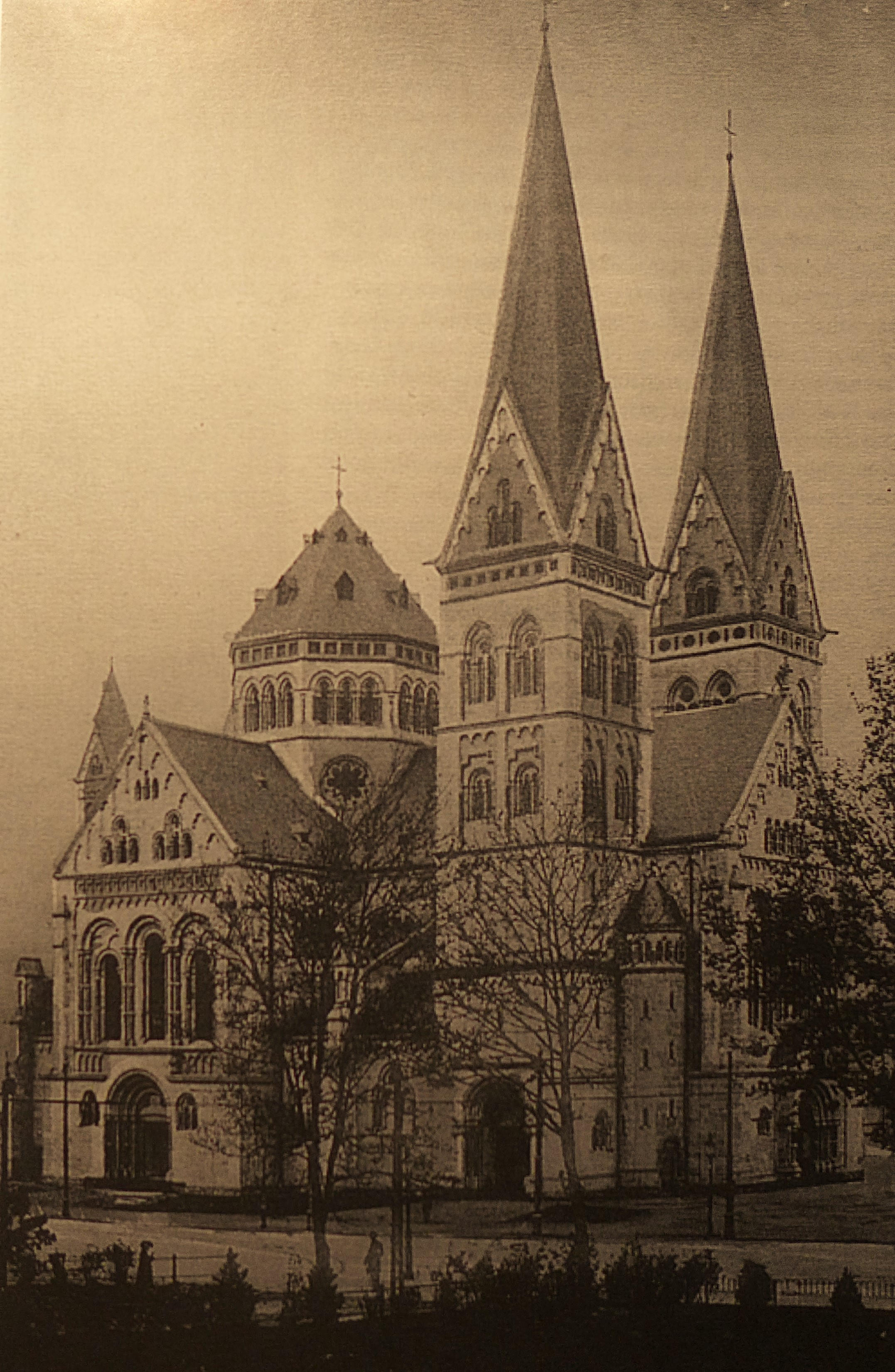
L’église du Sacré-Cœur de Coblence, un modèle d’inspiration pour l’architecture de l’église de Montigny (état avant la destruction des tours pendant la Seconde Guerre mondiale).

Sa façade de moellons, à arcatures et bandes lombardes, offre une belle symétrie, rythmée par des arcades aveugles surmontées par une galerie à baies géminées. L’ensemble, qui repose sur la tour clocher centrale, est harmonieux. Sa nef courte débouche sur un transept peu saillant. À la croisée du transept, une tour octogonale avec galerie à colonnettes, rehausse l’édifice. Le chevet massif est encadré par deux fines tourelles évoquant la cathédrale de Spire.
L’église Saint-Joseph a un plan basilical à trois vaisseaux, précédé d’un narthex. Le vaisseau central est voûté d’ogive. Le chœur à trois absides. Les absidioles du transept sont dédiées à des saints. La sacristie est blottie contre l’abside sud. L’église possède 31 vitraux de style néo-gothique. Ceux du chœur représentent les sept sacrements. Les autres représentent des saints et des saintes.
Son clocher caractéristique, avec ses deux clochetons adossés, est haut de 72 mètres. Depuis un siècle, il marque de son empreinte la commune de Montigny-lès-Metz.
Malgré une commande du conseil de fabrique à l’architecte en 1928, le tympan et le linteau n’ont jamais été sculptés.
En 2017, le conseil municipal décide de la restauration de la façade de l’église. Elle est élevée au titre de sanctuaire diocésain le 24 mai 2021.

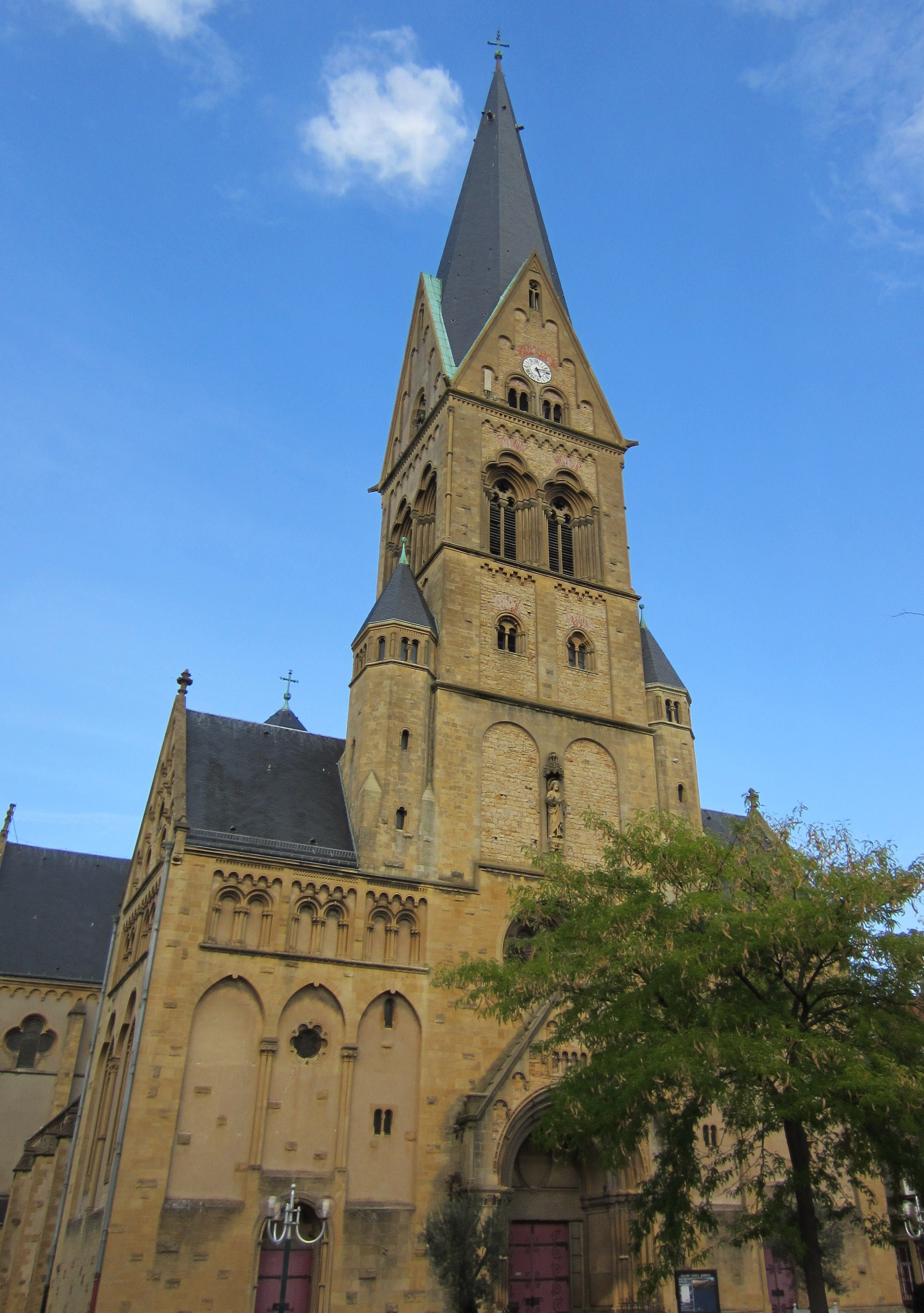
Façade de Saint-Joseph.
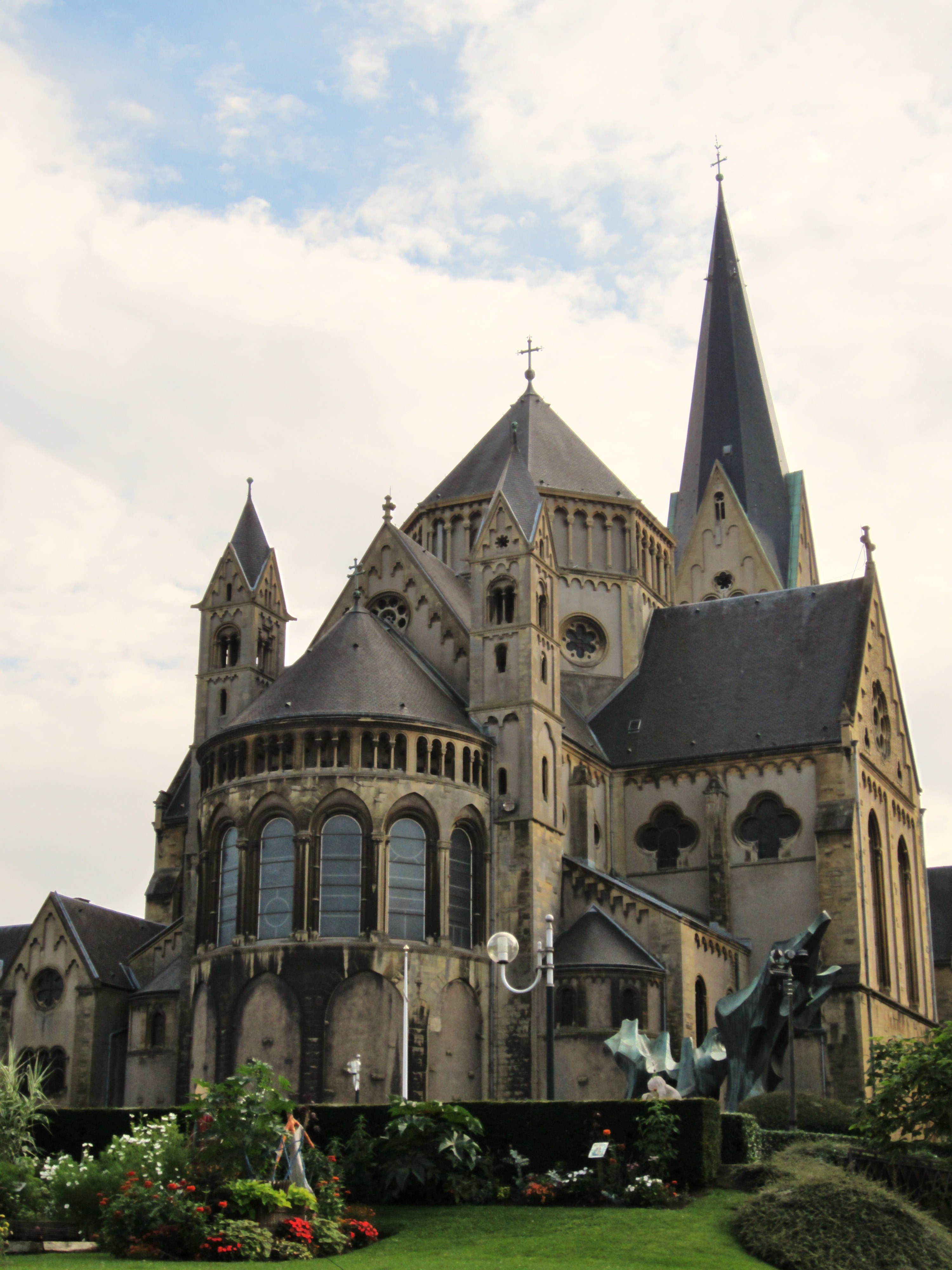
Chevet de Saint-Joseph.